# Ömer Tokaç
Ömer Tokaç (nacido el 26 de octubre de 2000) es un futbolista turco que juega como delantero en el Fukushima United FC de la J3 League.

## Trayectoria

### Clubes
| Club                         | País  | Año    |
| ---------------------------- | ----- | ------ |
| Shonan Bellmare              | Japón | 2019 - |
| Fukushima United FC (cedido) | Japón | 2020 - |